# Vreid
A Vreid (ejtsd: "vrájd") egy 2004–ben alakult norvég black metal zenekar Sogndalból, a Windir egyik utódzenekara; nevük norvég nyelven haragot/dühöt jelent. 2017–ben az egyik legnagyobb underground metal kiadóhoz, a Season of Mist-hez szerződtek.

## Tagok

### Jelenlegi
- Hvàll – basszusgitár (2004–)
- Steingrim – dobok (2004–)
- Sture – ének, gitár (2004–)
- Strom – gitár (2010–)

### Korábbi

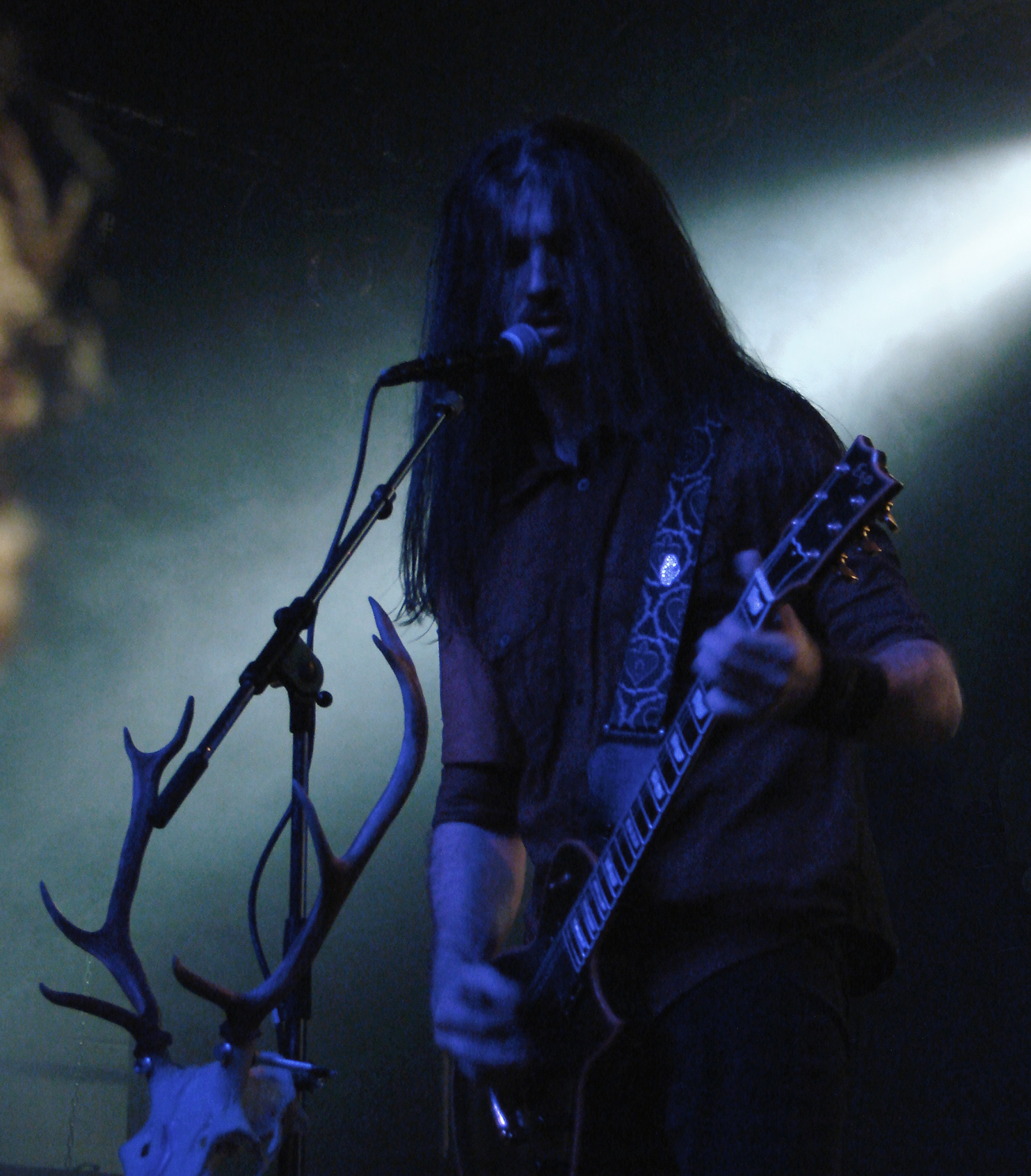
A frontember, Sture 2007-ben, egy párizsi koncerten.

- Ese – gitár (2004–2009)

## Diszkográfia

### Nagylemezek
- Kraft (2004)
- Pitch Black Brigade (2006)
- I Krig (2007)
- Milorg (2009)
- V (2011)
- Welcome Farewell (2013)
- Sólverv (2015)
- Lifehunger (2018)
- Wild North West (2021)

## További Információk
- Hivatalos honlap
- YouTube csatorna
- FaceBook oldal
- Metal Archives adatlap